# Josef Šedivec
Josef Šedivec es un deportista checoslovaco que compitió en piragüismo en la modalidad de eslalon. Ganó dos medallas de plata en el Campeonato Mundial de Piragüismo en Eslalon de 1965, en las pruebas C2 mixto y C2 mixto por equipos.

## Palmarés internacional
| Campeonato Mundial | Campeonato Mundial | Campeonato Mundial | Campeonato Mundial   |
| Año                | Lugar              | Medalla            | Competición          |
| ------------------ | ------------------ | ------------------ | -------------------- |
| 1965               | Spittal (Austria)  | Medalla de plata   | C2 mixto             |
| 1965               | Spittal (Austria)  | Medalla de plata   | C2 mixto por equipos |